# Der brennende Pfeil
Der brennende Pfeil (Originaltitel: The Charge at Feather River) ist ein US-amerikanischer Western aus dem Jahr 1953 von Gordon Douglas mit Guy Madison und Frank Lovejoy in den Hauptrollen.

## Handlung
Als Indianer vom Stamm der Cheyenne drohen, den Bau einer Eisenbahnlinie durch ihr Land zu behindern, beordert Lieutenant Colonel Kilrain von der US-Kavallerie Miles Archer, einen Bürgerkriegsveteranen und Experten für die Region, nach Fort Bellows, um eine spezielle Schutztruppe zu organisieren. Archer kommt im Fort an und muss feststellen, dass er neben der Truppe auch Sergeant Baker bei der Rettung zweier weißer Frauen unterstützen soll, die fünf Jahre zuvor von den Cheyenne entführt worden waren. Archer lehnt Kilrains Bitte zunächst ab, doch als er erfährt, dass die Frauen, Anne und Jennie McKeever, die Schwestern von Johnny McKeever sind, einem alten Freund von ihm, ändert er seine Meinung. 
Aus einer Gruppe von Männern, die im Fort kleinere Vergehen begangen haben, wird ein Kampfregiment zusammengestellt. Zu den Rekruten gehören der Erfinder Cullen, der Südstaaten-Aristokrat Poinsett, der Schürzenjäger Ryan und der Künstler Grover Johnson. Bevor die Truppe das Fort verlässt, kommt es zu einer Schlägerei zwischen Ryan und Baker, der wütend wird, als er seine Frau dabei erwischt, wie sie Ryan küsst. 
Auf dem Weg in das Gebiet der Cheyenne stoßen Archer und seine Männer auf einen kränklichen alten Krieger der Arapaho, der, bevor er stirbt, seinen Tomahawk auf einen der Soldaten wirft und ihn mitten in den Rücken trifft. Die Männer reiten unerschrocken weiter und finden schließlich das Indianerdorf, in dem sich Anne und Jennie befinden. Erst nachdem die beiden Schwestern sicher aus dem Indianerdorf gebracht wurden, erfahren Archer und die anderen, dass Jennie eine Cheyenne geworden ist und mit Häuptling Thunder Hawk verlobt ist. Während Anne bereitwillig zustimmt, nach Fort Bellows zurückzukehren, muss Jennie geknebelt und mit Gewalt entführt werden. 
Auf dem Weg zum Fort verliert Archer fast die Hälfte seiner Gruppe durch Angriffe der Cheyenne. Er entdeckt, dass Jennie den Indianern heimlich Signale sendet und ihnen ihren genauen Standort mitteilt. Die Gruppe erreicht schließlich Fort Bellows, nur um festzustellen, dass das Fort geplündert und alle bis auf einen der Männer, einen Mann namens Griffin, massakriert wurden. Griffin erzählt Archer, dass die Frauen, darunter Archers Frau, nach Fort Darby geschickt wurden. Da Fort Darby der nächste Ort ist, an dem es Nahrung und Wasser gibt, beschließt Archer, seine Gruppe auf eine viertägige Reise dorthin zu führen. Nach einem erneuten Angriff der Cheyenne muss die Gruppe auf einer Flussinsel Schutz suchen, wo sich eine Romanze zwischen Archer und Anne entwickelt. Archer erkennt die Gefahr, in der sie sich befinden, und schickt Baker und Ryan voraus nach Fort Darby, um Verstärkung zu holen. Obwohl Ryan bei einem Indianer-Hinterhalt getötet wird, gelingt es Baker, zum Fort durchzudringen. 
Auf der Flussinsel werden die Angriffe der Indianer immer heftiger und führen zu einer offenen Schlacht. Kurz nachdem Häuptling Thunder Hawk getötet wurde, treffen Verstärkungen aus Fort Darby ein und mit ihrer Hilfe werden die Indianer vertrieben. Jennies mit Pfeilen durchbohrte Leiche wird später neben der von Häuptling Thunder Hawk gefunden. Nachdem seine Mission erfüllt ist, gesteht Archer Anne seine Liebe und bittet sie, ihn zu heiraten.

## Hintergrund
Gedreht wurde der Film vom 26. Februar bis Anfang August 1953 in den Vasquez Rocks, am Santa Ana River sowie in Santa Clarita und auf der Newhall Ranch in Valencia.
Der Film hatte seine Premiere am 30. Juni 1953 im Plaza Theatre im texanischen Vernon und war der erste Film, der dort gezeigt wurde. Das neu errichtete Kino war das erste im Land, das speziell für 3D-, Breitbild- und Stereoton-Filme gebaut wurde. Die im Film dargestellte Schlacht auf der Flussinsel basiert auf der historischen Schlacht von Beechers Island, die 1868 stattfand.
Einer Pressemitteilung zufolge reichte Milton L. Gunzburg 1972 Klage gegen Warner Bros. und andere ein und forderte Gewinne aus diesem und einem anderen Film, Das Kabinett des Professor Bondi, die ihm und der „Natural Vision Corp.“, der Gesellschaft, die die 3D-Effekte schuf, seiner Meinung nach vertraglich zugestanden wurden. Gunzburg forderte außerdem 150.000 Dollar Schadensersatz (2024: über 1,1 Millionen Dollar) und eine Unterlassungsverfügung für weitere Vorführungen der Filme. Der Ausgang der Klage ist unbekannt.
Moderne Quellen weisen darauf hin, dass der Film der Western mit dem höchsten Einspielergebnis des Jahres 1953 war.
In einer Szene wird Private Wilhelm von einem Pfeil am Bein getroffen. Der dabei ausgestoßene Schmerzensschrei wurde aus dem Film Die Teufelsbrigade entnommen, bei der Private Jessup, gespielt von Sheb Wooley, von einem Alligator gebissen wird. Der Soundeffekt wurde in der Folge als Wilhelmsschrei bezeichnet und ist seitdem oft in weiteren Filmen verwendet worden. 
Lyle B. Reifsnider war für das Szenenbild zuständig, Marjorie Best für die Kostüme. Zu den Stuntmen des Films gehörte Whitey Hughes.
In der Bundesrepublik Deutschland kam er am 12. Februar 1954 in die Kinos.

## Synchronisation
Es handelt sich nicht um die Kino-, sondern eine spätere Synchronisation.
| Rolle            | Schauspieler   | Deutscher Synchronsprecher |
| ---------------- | -------------- | -------------------------- |
| Miles Archer     | Guy Madison    | Detlef Bierstedt           |
| Sgt. Baker       | Frank Lovejoy  | Kurt Goldstein             |
| Anne McKeever    | Helen Westcott | Heike Schroetter           |
| Jennie McKeever  | Vera Miles     | Daniela Hoffmann           |
| Pvt. Cullen      | Dick Wesson    | Uwe Karpa                  |
| Grover Johnson   | Onslow Stevens | Bert Franzke               |
| Pvt. Ryan        | Steve Brodie   | Jörg Hengstler             |
| Johnny McKeever  | Ron Hagerthy   | Charles Rettinghaus        |
| Lt. Col. Kilrain | Fay Roope      | Wolfgang Völz              |
| Pvt. Morgan      | Neville Brand  | Jürgen Mai                 |
| Pvt. Poinsett    | Lane Chandler  | Dieter Knust               |
| Pvt. Carver      | Ben Corbett    | Franz Viehmann             |
| Danowicz         | Dub Taylor     | Franz Viehmann             |

Franz Viehmann war auch der Sprecher des Prologs.

## Kritiken
Der Filmkritiken-Aggregator Rotten Tomatoes hat in einer Auswertung ein Publikumsergebnis von 57 Prozent positiver Bewertungen ermittelt.
Das Lexikon des internationalen Films schrieb: „Der ursprünglich in dreidimensionalem Breitwand-Verfahren gedrehte Film offenbart bei schablonenhafter Handlung auch in der normalen Vorführung eine ungewöhnlich sorgfältige Bildgestaltung.“
Die Filmzeitschrift Cinema befand: „Der Western wurde durch die Aufnahme in 3-D-Technik zu einem Kinoerlebnis für die damaligen Zuschauer, die sich ständig duckten, um den fliegenden Pfeilen auszuweichen. Fazit: Standardwerk, veredelt durch exzellente Bilder.“